# (120348) 2004 TY364
2004 تي واي 364 (ويعرف أيضًا باسم (120348) 2004 تي واي 364 وفق تسمية الكوكب الصغير) (بالإنجليزية: 2004 TY364) هو كويكب ضمن حزام الكويكبات؛ وترتيبه 120348 من حيث الاكتشاف.
اكتُشف هذا الجُرم الفلكي بواسطة مايكل براون في 3 أكتوبر 2004.

## وصلات خارجية
- (120348) 2004 TY364 في قاعدة بيانات مختبر الدفع النفاث لأجرام النظام الشمسي الصغيرة

- الاكتشاف · مخطط المدار ·  العناصر المدارية · المعلمات المادية

- (120348) 2004 TY364 على موقع ويكي سكاي: DSS2, SDSS, GALEX, IRAS, Hydrogen α, X-Ray, Astrophoto, Sky Map, Articles and images